# Адро
Адро (итал. Adro, ломб. Àder) — коммуна в Италии, в провинции Брешиа области Ломбардия.
Население составляет 7186 человек (на 2011 г.), плотность населения составляет 458 чел./км². Коммуна занимает площадь 14,29 км². Почтовый индекс — 25030. Телефонный код — 00030.
Покровителем коммуны почитается Иоанн Креститель, празднование 24 июня.